# Aeroportul Aur
Aeroportul Aur (IATA: AUL) este un aeroport din Insulele Marshall ce deservește zona Aur Atoll⁠(d).
Situat la o altitudine de 1 m, aeroportul dispune de o singură pistă.